# Slaveri i Osmanska riket

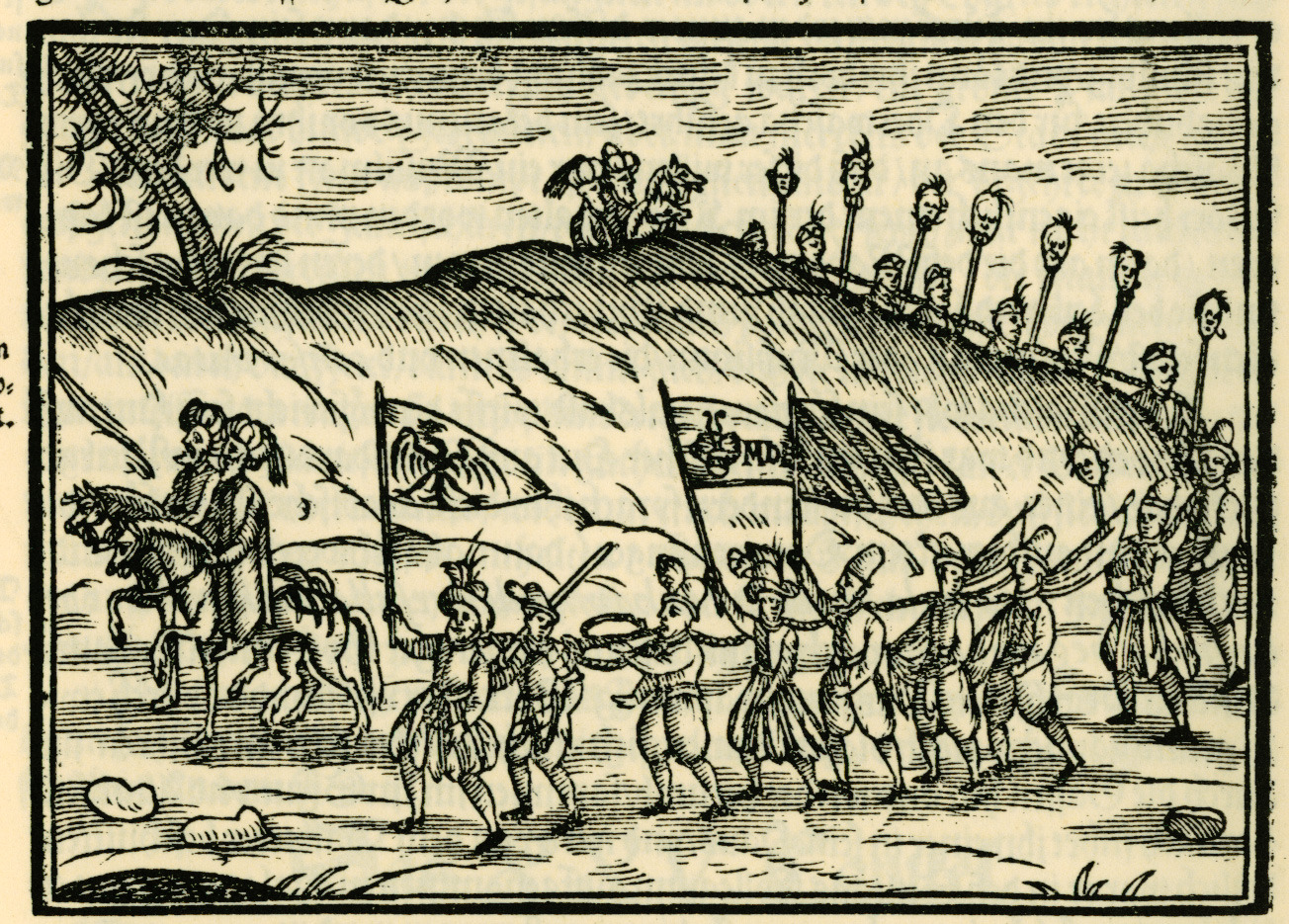
Ottomanska medborgare med europeiska slavar, avbildade 1608 i en gravyr som beskriver Salomon Schweiggers resa i Osmanska riket 1578.

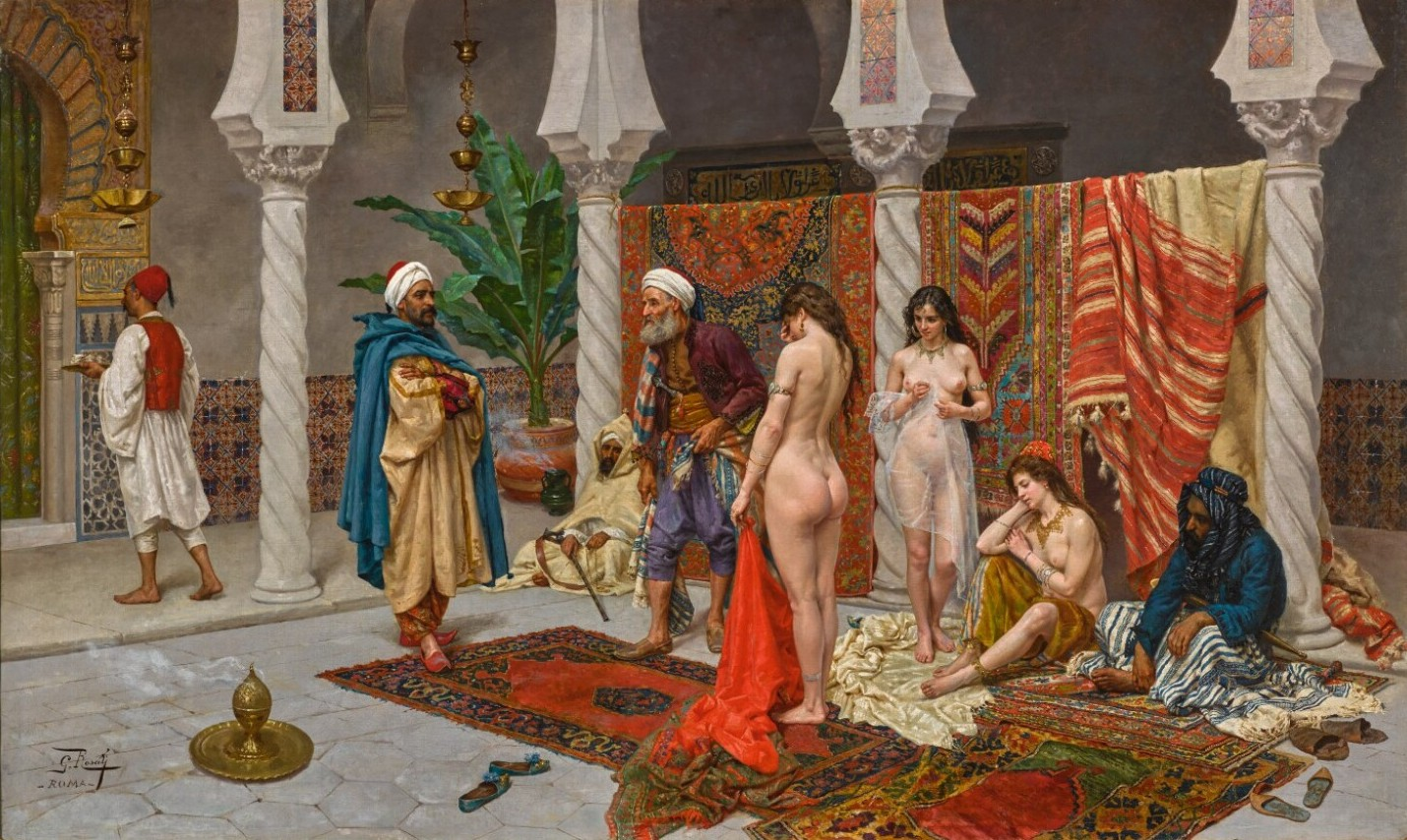
Inspecting New Arrivals av Giulio Rosati. 1800-talsföreställning av hur kvinnliga slavar introduceras till ett harem.

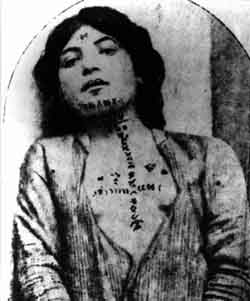
Armenisk slavinna under armeniska folkmordet.

Slaveri var lagligt i det Osmanska riket under nära hela dess existens, och spelade en viktig roll i dess ekonomi och traditionella kultur. Bland de största kategorierna slavar fanns män som användes till slavsoldater, galärslavar och inom administrationen, och kvinnor som användes som hushållsarbetare och som slavkonkubiner (sexsslavar) i haremen. 
Slavhandeln hade samma karaktär som i andra muslimska länder och reglerades efter lagen om slaveri inom islam. Endast icke muslimer tog som slavar. Dessa kom till Osmanska riket från kommersiell slavhandeln, krigföring, slavräder och piratverksamhet. Slaveri och slavhandeln förbjöds gradvis mellan 1826 och 1887, men dessa förbud infördes endast av diplomatiska skäl, och slaveriet tolererades i praktiken fram till Osmanska rikets upplösning 1923. 

## Bakgrund
Osmanska rikets slaveri byggde på tidigare islamiska imperiers institution, som i sin tur byggde på islamisk lag. Slaveri-institutionens historias bakgrund låg därför i deras föregångare i Mellanöstern: slaveri i Rashidunkalifatet (632-661), slaveri i Umayyadkalifatet (661-750), slaveri i Abbasidkalifatet (750-1258) och slaveri i Mamluksultanatet (1258-1517).     
Vita slavar avsedda för slavsoldater inhämtades som skatt från Balkanhalvön; svarta slavar främst avsedda för privatbruk importerades från Sudan via Egypten och de andra nordafrikanska provinserna via trans-sahariska slavhandeln; slutligen importerades vita slavar från slavhandeln på Krim.

## Slavhandel
Den osmanska slavhandeln försågs med slavar från både krig samt från slavexpeditioner till både land och sjöss.  Eftersom islam förbjöd förslavande av muslimer, importerades icke muslimska slavar från icke muslimska delar av världen. Slavar importerades både från Europa (Saqaliba), Afrika och Asien.
Istanbul, Alger och Kreta hade under denna tid stora slavmarknader. Det fanns en hierarki mellan slavarna. Vita slavar såldes ofta för ett högre pris än afrikaner. 

### Afrikanska slavhandeln
Den arabiska slavhandeln till de icke muslimska delarna av norra och östra Afrika var en stor källa till slavar. 
Den arabiska slavhandeln var indelad i den trans-sahariska slavhandeln, slavhandeln på röda havet, och slavhandeln på indiska oceanen.
Transsahariska slavhandeln förbjöds formellt 1857. Det tolererades öppet i Libyen fram till att Italien tog över provinsen 1912. 
Slavhandeln på Röda havet förbjöds formellt 1857. I praktiken tolererades den fortsatt och förekom ännu när Hijaz blev fritt från Osmanska riket. 
Slavhandeln på Indiska oceanen riktades främst till Oman men även till övriga arabiska halvön som delvis var osmansk. Den utsattes för stark brittisk press under 1800-talet och begränsades kraftigt. Den fortsatte dock i mindre skala ännu under 1960-talet.

### Slavhandeln på Barbareskkusten
Slaveri i Algeriet, Slaveri i Tunisien, Slaveri i Libyen, Slaveri i Egypten
En rutt var Slavhandeln på Barbareskkusten. Barbareskpiraterna överfall icke muslimska fartyg i medelhavet och gjorde strandhugg längs västra och södra Europas kuster. Denna källa försåg Nordafrika, som formellt stod under osmansk överhöghet, med europeiska slavar. 
Barbareskpiraternas slavhandel ebbade ut efter Barbareskkrigen mellan 1801 och 1815. Slaveriet i barbareskstaterna upphörde efter av Frankrikes erövring av Nordafrika 1830-1846.

### Slavhandeln på Krim
Slavhandeln på Svarta havet
Slavhandeln på Krim i svarta havet sköttes delvis Krimkhanatet, som företog slavexpeditioner in i östra Europa för att tillfångata slavar. Dessa fördes till Krim, där de fördelades mellan Krimkhanatet och det Osmanska riket. Krimkhanatet var underställt Osmanska riket, som också ägde en del av Krimhalvön, däribland staden Kaffa, som var centrum för slavhandeln. Slavhandeln sköttes därför gemensamt mellan Krimkhanatet och Osmanska riket. 
Slavhandeln på Krim var Osmanska rikets huvudsakliga källa till europeiska slavar, eftersom slavarna som tillfångatogs av barbareskpiraterna normalt kvarblev i Nordafrika och inte transporterades vidare.  
Krimkhanatets slavhandel upphörde genom Rysslands erövring av Krim 1783.

### Slavhandeln från Kaukasus
Sedan slavhandeln på Krim upphört 1783, fortsatte slavhandeln från Kaukasus, där cirkassiska föräldrar ofta  sålde sina döttrar till slaveri (i detta fall förbisågs förbudet mot att ha muslimer som slavar då tjerkesserna var muslimer). 
Flickorna, som betecknades som "vita" och ansågs vara lyxsslavar, såldes för att bli konkubiner, hustrur eller svärdöttrar till förmögna män. De betecknades alla som "cirkasser" (tjerkesser) men detta var bara en allmän term för "vita" slavar, och de kunde i själva verket vara av flera olika etniciteter, ofta georgier, armenier eller andra "vita" flickor. 
Den så kallade "kirkassiska slavhandeln" fortsatte under hela det Osmanska rikets existens.

### Devschimre
Devschirme var en beskattning av barn som Osmanska riket utkrävde av kristna familjer på Balkanhalvön. Barnen var kristna pojkar som togs som statliga slavar, kul. De valdes ut att omvändas till islam och sedan skolas till antingen slavsoldater - janitsjarer - eller tjänstemän inom statlig (kunglig) administration. 
Denna beskattning ägde rum regelbundet under 1400- och 1500-talen. Bruket började fasas ut under 1600-talet och avskaffades slutligen av Ahmed III (regent 1703-1730).
År 1826 genomfördes en militär reform i Osmanska riket som avskaffade systemet med janitsjarer i armén.

### Krigsfångar
Krigsfångar var enligt islamisk lag synonymt med slavar, även om de teoretiskt kunde friköpas mot lösen. Under hela Osmanska rikets expansion förekom en ständig handel med krigsfångar. Detta var inte vara handel med tillfångatagna soldater utan även civila från erövrade områden och intagna städer.  

#### Bysantinska riket
Under Konstantinopels fall 1453 togs många av stadens innevånare som slavar. En samtida källa uppger: 
"Och samtidigt steg alla ur flottan på Dardanellernas sida ur och lämnade sina skepp utan någon inuti, för de rusade alla ursinnigt som hundar in mot staden för att finna guld, juveler och andra skatter, och för att ta köpmän tillfånga. De sökte upp kloster, och alla nunnorna leddes ut på gatan och våldtogs och misshandlades av turkarna, och såldes sedan på auktion som slavar i Turkiet, och alla de unga kvinnorna blev också våldtagna och sedan sålda för vilket pris de än kunde ge, fast några av dem föredrog att kasta sig ned brunnarna och dränka sig hellre än att falla i turkarnas händer, något även en del gifta kvinnor gjorde. Turkarna lastade sina båtar med fångar och en enorm last med krigsbyte." 

#### Ungern
Under det osmanska krigståget i Ungern efter segern i Slaget vid Mohács (1526) ställde den osmanska armén till massakrer i de byar och städer de passerade på väg till Budapest, under vilket män dödades medan kvinnor togs till fånga, våldtogs och såldes vidare.
Sedan Osmanska riket slutgiltigt erövrat Ungern 1541, företog osmanska trupper ständigt småräder mot kristna gränsland som resulterade i att människor dödades eller tillfångatogs och såldes i osmanska slavmarknader i Istanbul och Sarajevo.
Mellan 1522 och 1717 deltog "tatarer" dvs soldater från Osmanska rikets allierade Krimkhanatet, som hjälptrupper i de osmanska kampanjerna i Ungern, och under dessa kampanjer tog tatarerna slavar i Ungern och Österrike; den långa färden till Krim innebar att slavar kunde fly längs vägen, och en del slavar såldes därför i Budapest, men många fördes också till Krim, där adliga fångar utväxlades mot pengar och fattiga såldes i slavhandeln på Svarta havet.

#### Egeiska öarna
Den osmanska erövringen av Paros 1537 ledde till att gamla människor dödades och tusentals yngre öbor togs som slavar: unga män gjordes till galärslavar, små pojkar gjordes till janitsjarer, medan unga kvinnor och flickor tvingades dansa på stranden för att sedan delas ut som slavar till harem.

#### Österrike
Under belägringen av Wien 1529 togs många slavar i området runt den belägrade staden. Under november flydde befolkningen i landsbygden runt staden antingen innanför stadsmurarna eller gömde sig i skogarna, då trakten förhärjades av osmanska trupper, bland dem den under befäl av  Michael Oglou, som tog de överlevande innevånarna fördes bort i slaveri. Peter Stern von Labach beskrev det:
"After the taking of Bruck on the Leitha and the castle of Trautmannsdorf, the Sackman and those who went before him, people who have no  regular pay, but live by plunder and spoil, to the number of 40,000, spread themselves far and wide over the country, as far as the Ens and into Styria, burning and slaying. Many thousands of people were murdered, or maltreated and dragged into slavery. Children were cut out of  their mothers' wombs and stuck on pikes; young women abused to death, and their corpses left on the highway. God rest their souls, and grant  vengeance on the bloodhounds who committed this evil."
När den osmanska armén bröt belägringen, tände de eld på de hus där de bott, och förde med sig sina fångar, "av alla åldrar och båda kön", fastbundna med rep vid varandra.  
Sammanlagt omkring 20 000 personer uppskattas ha förslavats, av vilka få någonsin återvände; osmanerna uppges ha föredragit unga pojkar och flickor samt präster, i senare fallet för att de tyckte om att tortera dem.
Under belägringen av Wien 1683 upprepades förslavandet av överlevande från skövlingen av landsbygden runt Wien. Det kejserliga hovet och överklassen från Wien medan bondebefolkningen i den omgivande trakten flydde in i staden för att skydda sig från den osmanska armén som skövlade trakten och förde befolkningen som slavar till det osmanska lägret och ut ur Österrike.
I byn Perchtoldsdorf utanför Wien ägde en massaker rum där osmanerna dödade byns män och förde bort kvinnor och barn till slaveri.

Perchtoldsdorf hade först motstått osmanerna genom att barrikadera sig i byns befästa kyrka. Byborna mottog och accepterade ett erbjudande om att garanteras sin frihet, liv och egendom i utbyte mot omedelbar kapitulation. Byborna överlämnade högtidligt byns nyckel, varpå osmanerna begärde att byns vapenföra män samlades på marknadsplatsen, där de dödades. Efter att 3500 personer dödats på 3500 timmar, fördes kvinnorna och barnen ut från kyrkan och togs som slavar, varpå kyrkan brändes. 
Av de som fördes bort i slaveri från Österrike beräknades 6000 vara män, 11,000 kvinnor, 19,000 flickor (av vilka 200 var adliga) och 56,000 barn. 
Det totala antal personer som förslavades i Österrike, Ungern och de omgivande distrikten under 1683 anges som: 6,000 män, 11,215 gifta kvinnor, 14,922 ogifta kvinnor under 26 års ålder, av vilka 204 var adliga); 26,093 barn av både könen: sammanlagt 57 220 personer.

#### Grekland
Under det grekiska frihetskriget mellan 1821 och 1829 förslavades en stor mängd grekiska civila som såldes på slavmarknaden i imperiet. I egenskap av icke-muslimer var greker enligt islamisk lag fullt legitima att förslava och blev automatiskt slavar så fort de blev krigsfångar; hur många som togs som slavar är omöjligt att veta, men att de var många tusentals bevisas av att den osmanska slavmarknaden översvämmades av greker under krigsåren och att de fortfarande såldes fem år efter krigets slut.  
Detta tilldrog sig stor uppmärksamhet från det samtida Europa. Under press från Väst tvingades Osmanska riket utfärda ett dekret som frigav de förslavade grekerna, 1830 års firman, enligt vilka de skulle friges. Detta dekret åtlyddes inte, och en brittisk konsul friköpte till exempel en grekisk kvinna i Trabzon så sent som 1841, och många var fortfarande slavar under tanzimateran på 1850-talet.

## Slavmarknad
Den osmanska slavhandeln fokuserade starkt på slaveri i städer och för privatbruk. Slavhandeln dominerades också av kvinnliga slavar. 
De osmanska slavhandlarna var indelade i skrån. Slavhandlare för via och svarta slavar tillhörde olika skrån. Slavhandlare av vita slavar hade högre status eftersom de sålde slavar som räknade som lyxslavar till överklassen, och i Kairo tillhörde deras skrå till exempel det prestigefyllda köpmansskrået.
Byggnaden i slavmarknaden i Konstantinopel innehöll många våningar: slavhandlarna förfogade över de övre våningarna, de kvinnliga slavarna förvarades i celler på bottenvåningen - de svarta slavinnorna i cellerna som vette mot gården och de vita på insidan - medan de manliga förvarades kedjade i källarvåningen.  
På tre sidor av torget löpte kolonnader mellan plattformar åtskilda av skrankor och bänkar för köpare; under auktioner gick auktionsförättaren från cell till cell när slavarna fördes ut på plattformarna för att visas upp.
Slavmarknaden i Konstantinopel stängdes 1847. Det innebar konkret att den öppna offentliga slavmarknaden stängdes: slaveriet förbjöds inte, och slavarna såldes i fortsättningen inomhus i slavhandlarnas egna hus istället för i en offentlig marknad, en utveckling som snart följdes i de flesta andra storstäder i Osmanska riket. 

### Kvinnliga slavar
Kvinnliga slavar användes främst för två ändamål: sexuellt slaveri som konkubiner, och som tjänare i privata hem (husslavar). 
Det sexuella slaveriet spelade en central roll. Slavhandeln försåg haremen i den muslimska världen med icke muslimska kvinnor. Den mest berömda destinationen var det kejserliga osmanska haremet. Enligt islam kunde en man ha fyra hustrur, men även så många slavinnor, konkubiner, han ville, förutsatt att slavinnorna inte var muslimer. 
Den andra funktionen för kvinnliga slavar var att bli tjänsteflicka. I den muslimska världen arbetade fria kvinnor inte som tjänsteflickor, så som var vanligt i Europa, eftersom muslimska kvinnor förväntades leva i könssegregering. Därför användes slavinnor (som inte var muslimer), för detta ändamål. I detta fall ägdes slavinnan ofta av en muslimsk kvinna, och det var ofta en muslimsk mans hustru som köpte och ägde slavinnor som användes som pigor.  
Flickor som ansågs vackra (definierat som blont hår och vit hy) och utbildad i dans, sång och musik, såldes påklädda för höga priser för att bli konkubiner i rika mäns harem, medan flickor som ansågs fula (definierat som mörkhyade), såldes endast klädda i linne eller nakna för långa priser för att bli tjänsteflickor åt män och kvinnor med mindre pengar; ljushyade flickor från Abessinien såldes för mellanpriser.
Under grekiska frihetskriget såldes en stor mängd grekiska män, kvinnor och barn som slavar: en särskilt omtalad händelse var efter attacken på Chios 1822.
Kvinnliga slavar blev bara frigivna i samband med att ett äktenskap arrangerades för dem. Ofta skedde det genom att deras ägare gifte sig med dem. 

### Manliga slavar
En kategori manliga slavar var de kristna pojkar från Balkanhalvön som inkrävdes genom Devschirme. Dessa pojkar blev statliga eller kungliga slavar och kallades kul. De användes antingen som militära slavar, och kallades då janitsjarer. Om de inte blev janitsjaner, kunde de motta en utbildning vid palatsskolan och tilldelas tjänster inom administration. 
En känd kategori av manliga slavar var eunuckerna. Eunuckerna användes bland annat till att vakta övervaka kvinnorna i rika mäns harem. I egenskap av män utan sexualdrift, tilläts de kontakt med kvinnorna i haremen.  
En kategori manliga slavar gjordes till galärslavar. 
Unga pojkar såldes som sexuella slavar, då ofta till badhus. 
Det var vanligt att manliga slavar blev frigivna, särskilt om de konverterade till islam.

## Slaveri enligt lagen
Slaveri i Osmanska riket reglerades enligt samma regler kring slaver ur islamisk lag som reglerat slaveriet i de föregående islamiska kalifaten och imperierna. Slaveriet reglerades helt av religionen: sekulär lag fanns endast till som komplement för att se till att slaveriets institution sköttes enligt religionens bud. 
Slavar kunde tas genom att ta krigsfångar (enligt en mycket vid definition); genom att köpas av slavhandlare; eller genom att en slav föddes in i slaveri.
Enligt islamisk lag var utländska icke-muslimer (kafir) per definition lagliga för muslimer att ta som slavar, eftersom icke muslimska krigsfångar enligt islam var legitima att förslava; och alla icke-muslimer som inte levde som dhimmi i ett muslimskt rike, var att räkna som fiender, eftersom den den muslimska världen (dar al-Islam) ansågs befinna sig i ett konstant krigstillstånd med den icke-muslimska världen (Dar al-harb).
Även om en fri person måste vara icke-muslim för att kunna göras som slav, blev en slav som konverterade till islam då han eller hon redan var en slav, inte automatiskt frigiven; barn som föddes in i slaveri föddes också som muslimer. 
Enligt islamisk lag hade en muslimsk man rätt att ha samlag med en kvinnlig slav, så länge hon var hans personliga egendom; ett barn som föddes av en slav blev automatiskt slav, såvida inte slavens ägare valde att erkänna en slavs barn som sitt. Om en man erkände faderskapet till ett slavbarn, blev barnet automatiskt fritt, medan dess mor blev en umm walad och fri vid sin ägares död.

## Upphörande
Avvecklingen av slaveriet tog lång tid. Från 1826 och framåt utfärdades flera dekret som formellt avskaffade olika delar av slaveri och slavhandel. Slavhandeln förbjöds formellt på 1850-talet, och slaveriet 1887. Dessa reformer infördes dock till stora delar av diplomatiska skäl, på grund av påtryckningar från Västerlandet, och var nominella till sin karaktär. Reformerna tillämpades svagt i praktiken, och slaveriet kvarstod i realiteten till det Osmanska rikets slut 1923. 

### Initiala reformer
År 1826 genomfördes en militär reform i Osmanska riket som avskaffade systemet med janitsjarer i armén. Därmed upphörde slavhandeln med kristna pojkar som togs som slavar genom beskattning och gjordes till soldater. Detta var en selektiv åtgärd som endast gällde denna typ av slaveri. 
År 1830 frigavs formellt alla vita slavar (européer och tjerkesser) i Osmanska riket enligt en firman (dekret), 1830 års firman, av sultan Mahmud II. Dekretet gällde formellt personer som varit kristna då de tillfångatogs, och angick i praktiken endast greker som hade tillfångatagits och förslavats under det grekiska frihetskriget.
Slavmarknaden stängdes formellt i huvudstaden Konstantinopel år 1846 genom Disestablishment of the Istanbul Slave Market. 
Detta gjorde att den offentliga slavmarknaden stängdes och att slavar inte längre såldes offentligt. Slavhandeln upphörde dock inte, utan flyttades istället till lokaler inomhus.

### Reformperiod
Den trans-sahariska slavhandeln förbjöds formellt i Tripoli genom 1857 års firman, men förbudet gällde endast på papperet och slavhandeln fortsatte öppet och tolererades av myndigheterna trots förbudet.
I oktober 1854 förbjöds slavhandeln med kirkasser och georgier genom 1854 års firman. I mars 1858 informerade Trabzons guvernör den brittiska konsuln att det tidigare förbudet betraktades som en tillfällig krigsåtgärd som bara införts på grund av utländsk press, och att han hade fått order att inte förhindra genomfarten av slavskepp från Kaukasus, och i december 1858 utfärdades regler om att slavhandeln i fortsättningen skulle beskattas i Konstantinopel snarare än i Trabzon som förut. Detta innebar att slavhandeln nu åter var formaliserad och legitimerad.
Britterna vände sig mot handeln med slavar från Afrika, både i form av den trans-sahariska slavhandeln och slavhandeln på röda havet. År 1857 påtvingade britterna sultanen att utfärda en firman (dekret) som förbjöd slavhandeln från Sudan in i Egypten och röda havet, 1857 års firman; Osmanska riket införde dock ett undantag för Hijaz-regionen.
Anglo-Ottoman Convention of 1880 förbjöd formellt slavhandeln på röda havet,  och i samband med detta gav Osmanska riket britterna rätten att stoppa och genomsöka alla fartyg som misstänktes trafikera slavar till Osmanska riket. men i praktiken upprätthölls inte förbudet i Hijaz.

### Formellt avskaffande
Genom ett firman (dekret) 1887 förklarades slaveriet inte längre ha något legal grund i Osmanska riket, i engelsk översättning: "The Imperial government not officially recognizing the state of slavery, considers by law every person living in the empire to be free". 
Slaveri hade därmed formellt inte längre någon laglig grund i riket. Detta har tolkats som slaveriets formella avskaffande i Osmanska riket.  
Detta avskaffande var dock nominellt, och slavhandel och slaveri fortsatte. Efter brittiska påtryckningar utfärdade sultan Abdul Hamid II 
en lag, 1889 års Kanunname, mot handeln med afrikanska slavar 30 december 1889. Denna lag inkluderade dock inga straff mot lagbrytare och bedömdes av britterna som tandlös.
År 1890 signerade Osmanska riket den internationella antislavhandelsakten i Bryssel, Brussels Conference Act of 1890. Denna ålade Osmanska riket att frige alla slavar som införts olagligt i riket, och gav alla diplomatiska representanter och konsulat från andra signaturländer rätten att frige eller kräva frigivningen av alla medborgare som införts som slavar i riket sedan 1889; denna akt trädde i kraft 1892. 
Detta innebar att all slavhandel i Osmanska riket formellt var avskaffat.

### Efterspel
Anti-slaveri-lagarna i Osmanska riket riktade sig överlag mer mot den öppna slavhandeln än mot slaveriet som sådant. Vid sekelskiftet 1900 hade försäljningen av slavar på de flesta håll i Osmanska riket flyttat från öppna slavmarknader in till slavhandlarnas privata hem, köpet av slavar - som normalt köptes som barn - började kallas adoptioner, och husslavarna började kallas för tjänare.
Frigivna slavar fortsatte ofta arbeta för sina förra ägare. Det fanns få möjligheter för dem att klara sig efter frigivningen. Sultanen frigav i en offentlig demonstration 1848 sjuttio manliga och sjuttio kvinnliga slavar, gifte bort dem med varandra och sände dem sedan att arbeta på statliga gods, men i övriga sammanhang fick forna slavar ofta lita på olika privata välgörenhetsalternativ. Sådana fanns i flera städer; ofta var de organiserade av européer, men i Istanbul fanns till exempel en grupp före detta kvinnliga slavar som hade organiserat sig i ett sällskap som tog hand om exsslavar och kallades godyas.
I praktiken tillät osmanska myndigheter slavhandeln att fortgå fram till första världskriget. Slavmarknaden i Istanbul flyttade från gatan till lokaler inomhus, för att göra slavhandeln mindre synlig. 
Slavhandeln med afrikaner via Libyen tolererades av de osmanska myndigheterna där. Handeln med kvinnor till harem sågs som en privatsak. En hemlig människohandel förekom till haremen, bland annat genom den så kallade vita slavhandeln. 
Ungturkarna ogillade slaveriet, som de definierade som en ociviliserad kvarleva. Cemal Bey, grundaren av Circassian Committee of Union and Mutual Assistance (Cerkes Ittihad ve Teavün Cemiyeti) uttryckte 1908 i sitt möte med Musir Deli Fuad Pasa ambitionen: "to rescue the hundreds of Circassian girls who were in the Palace and to send them away to their villages",  samtidigt som även slav-eunuckerna ansågs vara en ociviliserad fläck på riket i ögonen på ungturkarnas moderniseringsambitioner. Den nya konstitution som infördes 1908 erkände inte slaveriet som lagligt. Ungturkarna riktade mycket av sin kritik mot slaveriet mot specifikt de kejserliga osmanska haremet, som var den mest synliga och symboliska formen av slaveri. Sultanens egna slavar frigavs slutligen genom upplösningen av det kejserliga osmanska haremet år 1909. Genom denna åtgärd ansåg sig ungturkarna ha utlånat det synliga slaveriet och städat upp sin internationella bild. I praktiken fortsatte dock slaveri sedan det mer uppmärksammade kejserliga haremet hade upplösts. 
Tjänare i hushållet kallades i början av 1900-talet för tjänare, men var i praktiken ofta slavar. Före detta slavar hade svårt att försörja sig efter sin frigivning. Det gjordes ingen direkt skillnad på fria tjänare och slavar, vilket innebar att fria tjänare lätt kunde råka in i de facto slaveri. År 1908 grundades den statliga Hizmetçi İdaresi, en institution för att hjälpa före detta kvinnliga slavar att få anställning som tjänare för att slippa prostituera sig, men den ska i praktiken ha fungerat som en slavmarknad. 
Fram till 1908 såldes kvinnliga slavar öppet på marknaden i Osmanska riket. 
Det är omvittnat att armenier såldes öppet som slavar under folkmordet på armenierna 1915-1923. 
Mustafa Kemal Atatürk avskaffade slutgiltigt slaveriet vid republikens införande 1923. Det finns dock vittnesmål om försäljning av slavflickor ännu under 1930-talet.